# Мангри Ріо-Негро та Ріо-Сан-Сану
Мангри Ріо-Негро та Ріо-Сан-Сану (ідентифікатор WWF: NT1431) — неотропічний екорегіон мангрових лісів, розташований на сході Коста-Рики.

## Географія
Екорегіон мангрів Ріо-Негро та Ріо-Сан-Сану охоплює ділянки мангрових лісів, поширені на узбережжі Карибського моря в Коста-Риці, від кордону з Нікарагуа на північному заході до кордону з Панамою на південному сході.
Карибське узбережжя Коста-Рики являє собою пласку алювіальну низовину. Мангрові зарості тут виступають частиною великого комплексу різноманітних прибережних екосистем, таких як болота, мішані  дощові ліси, прибережні лагуни, луки морської трави та піщані пляжі. Через заболочені ліси до Карибського моря течуть повільні чорноводні річки, темна вода яких містить велику кількість розчинених органічних речовин.
Загалом на карибському узбережжі Коста-Рики зустрічається мало мангрових лісів через високий приток прісної води. Найбільший масив мангрових лісів знаходиться на півночі екорегіону, в гирлах річок Сан-Хуан та Колорадо. Далі на південь мангрові ліси зустрічаються у лагуні Тортугеро та в гирлі річки Ревентасон, а також в затоці Мойн поблизу міста Лимон. У внутрішніх районах Коста-Рики, де не відчувається вплив солоної води, мангрові ліси екорегіону переходять у панамські атлантичні вологі ліси.

## Клімат
В межах екорегіону переважає вологий екваторіальний клімат (Af за класифікацією кліматів Кеппена). Середньорічна кількість опадів на нікарагуансько-коста-риканському кордоні досягає 6000 мм. Пік опадів припадає на найтепліші місяці з травня по вересень, а з січня по лютий, коли дмуть сильні пасати, опадів випадає менше. З Карибського моря до регіону регулярно приходять урагани та тропічні шторми.

## Флора
Рослинний покрив екорегіону представлений невисокими мангровими заростями. Періодичні сильні урагани, такі як ураган Джоан 1988 року, знищують мангрові ліси, які після цього відновлюються, утворюючи одновікові насадження. 
У манграх карибського узбережжя Коста-Рики домінують шість видів мангрових дерев — червоні мангри (Rhizophora mangle), чорні мангри (Avicennia germinans), білі мангри (Laguncularia racemosa), прямі конусоплідні мангри (Conocarpus erectus), жовті мангри (Rhizophora harrisonii), а також рідкісні чайні мангри (Pelliciera rhizophorae). Поширення окремих видів визначається солоністю води та ступенем затоплення території. Характерним елементом мангрових лісів екорегіону також є прісноводні пальми йолільйо (Raphia taedigera). Серед інших видів, поширених у мангрових екосистемах регіону, слід відзначити мангрову папороть (Acrostichum aureum), водяну пахіру (Pachira aquatica) та криваве драконове дерево (Pterocarpus officinalis).
На мілководді поблизу мангрових лісів зустрічаються одні з найбільших у світі луків морської трави. Мангрові зарості відіграють важливу роль у затримці річкових відкладів, що сприяє розвитку як коралових рифів, так і пов'язаних з ними луків морської трави.

## Фауна
Фауна екорегіону характеризується високим різноманіттям. Тут зустрічається 120 видів ссавців, понад 300 видів птахів та понад 100 видів плазунів і земноводних.
Серед птахів, поширених у манграх екорегіону, слід відзначити червонодзьобого свистача (Dendrocygna autumnalis), мангрового кукліло (Coccyzus minor), трибарвну чепуру (Egretta tricolor), зелену чаплю (Butorides virescens), мексиканську бушлю (Tigrisoma mexicanum), широкодзьобого квака (Cochlearius cochlearius), неотропічного лапчастонога (Heliornis fulica), жовтолобу якану (Jacana spinosa), бразильського баклана (Phalacrocorax brasilianus), чорного канюка-крабоїда (Buteogallus anthracinus), великого канюка-крабоїда (Buteogallus urubitinga), мангрову білозорку (Tachycineta albilinea), золотистого пісняра-лісовика (Setophaga petechia), зеленого рибалочку (Chloroceryle americana), неотропічного рибалочку-чубаня (Megaceryle torquata), жовтогорлого тукана (Ramphastos sulfuratus) та жовтощокого амазона (Amazona autumnalis). Серед птахів, що зимують на узбережжях регіону, слід відзначити плямистого набережника (Actitis macularia) та довгодзьобого пісочника (Charadrius wilsonia).
В мангрових заростях екорегіону зустрічається багато різноманітних ссавців, зокрема центральноамериканські тапіри (Tapirus bairdii), центральноамериканські коати (Ateles geoffroyi), колумбійські ревуни (Alouatta palliata), панамські капуцини (Cebus imitator), бурогорлі лінивці (Bradypus variegatus), ягуари (Panthera onca), оцелоти (Leopardus pardalis), неотропічні видри (Lontra longicaudis), звичайні ракуни (Procyon lotor) та низинні паки (Cuniculus paca). У лагуни регіону іноді запливають американські ламантини (Trichechus manatus), які живляться водною рослинністю. 
Серед плазунів, які зустрічаються в екорегіоні, слід відзначити гострорилого крокодила (Crocodylus acutus), крокодилового каймана (Caiman crocodilus), шоломоносного василіска (Basiliscus plumifrons) та звичайну ігуану (Iguana iguana). На піщаних пляжах регіону відкладають яйця рідкісні морські черепахи — зелені черепахи (Chelonia mydas) та шкірясті черепахи (Dermochelys coriacea).

## Збереження
Основними загрозами для збереження природи регіону є вирубка мангрових лісів, осушення прибережних водно-болотних угідь та забруднення води внаслідок промислової і сільськогосподарської діяльності. Основними природоохоронними територіями екорегіону є Біологічний заповідник Індіо-Маїс в Нікарагуа, а також Національний парк Тортугеро, Природний заповідник Барра-дель-Колорадо, Природний заповідник імені Арчі Карра та Національні водно-болотні угіддя Каріарі в Коста-Риці.